# Смертельная битва: Путешествие начинается
«Смертельная битва: Путешествие начинается» (англ. Mortal Kombat: The Journey Begins) — мультфильм, выпущенный компанией Threshold Entertainment в 1995 году, за несколько месяцев до премьеры первого фильма «Смертельная битва». При его создании применялась традиционная 2D-анимация, а также использовались технологии захвата движения и компьютерная графика для того, чтобы рассказать о происхождении главных персонажей.

## Сюжет
Трое избранных воинов, оказавшихся на таинственном корабле, отправляются в плавание для того, чтобы принять участие в турнире «Смертельная битва», и защитить человечество от внеземного вторжения. Во время плавания Лю Кан, Джонни Кейдж и Соня Блейд знакомятся с Райдэном, который даёт им советы, как выжить на ранней стадии турнира, победить Шан Цзуна и его армию приспешников. Уже на острове, где собственно и происходит турнир, Райдэн между поединками пересказывает происхождение самого Шан Цзуна, Горо, Великого Кун Лао, Скорпиона и старшего Саб-Зиро.

## Роли озвучивали
| Актёр          | Роль         |
| -------------- | ------------ |
| Джефф Беннетт  | Джонни Кейдж |
| Джим Каммингс  | Шан Цзун     |
| Рон Файнберг   | Лю Кан       |
| Дженнифер Хейл | Соня Блейд   |
| Рэнди Хэмилтон | Райдэн       |

## Саундтрек
Музыку для мультфильма написал композитор Джонатан Слейт. В 1995 году была выпущена промозапись на CD с композициями в оркестровой обработке.
| №   | Название                        | Длительность |
| --- | ------------------------------- | ------------ |
| 1.  | «Main Title»                    | 2:47         |
| 2.  | «The Journey Begins»            | 2:52         |
| 3.  | «Treacherous Kombat»            | 4:33         |
| 4.  | «Our Heroes are Chosen»         | 2:27         |
| 5.  | «Dreams of Triumph»             | 1:26         |
| 6.  | «Shang Tsung, Evil Sorcerer»    | 2:39         |
| 7.  | «Scorpion & Sub-Zero»           | 4:33         |
| 8.  | «Liu Kang & the Order of Light» | 4:11         |
| 9.  | «Lord Rayden tells the Lore»    | 2:39         |
| 10. | «Goro, Prince of Shokan»        | 3:07         |
| 11. | «Kung Lao vs. Goro»             | 3:49         |
| 12. | «Let Mortal Kombat Begin»       | 2:58         |

## Отзывы критиков
Рецензент журнала «Великий Dракон» отмечает, что в мультфильме использовались спецэффекты, которые обычно встречаются в видеоиграх, а также в фантастических художественных фильмах.